# Coupe de Lituanie de basket-ball
La Coupe de Lituanie de basket-ball est une compétition de basket-ball organisée annuellement par la Fédération de Lituanie de basket-ball.

## Historique
Avant la saison 2006-2007, la coupe de Lituanie est organisée de façon irrégulière, la première édition a lieu en 1989-1990, puis une seconde édition a lieu en 1997-1998. Entre 2007 et 2015, la coupe porte le nom de Coupe de la fédération lituanienne de basket-ball (Lietuvos krepšinio federacijos taurė) et est organisée chaque année en janvier ou février, sous la forme d'un Final Four. Elle est remplacée à partir de 2016 par la Coupe du roi Mindaugas (Karaliaus Mindaugo taurė).

## Palmarès

### Avant 2006
| Saison    | Champion               | Finaliste | Score                      | Troisième |
| --------- | ---------------------- | --------- | -------------------------- | --------- |
| 1989-1990 | Žalgiris Kaunas        | Statyba   | 81-80; 89-77; 73-86; 84-76 |           |
| 1997-1998 | Statyba-Lietuvos rytas | Šiauliai  |                            | BC Šilutė |

### Coupe de la Fédération
| Saison     | Hôte              | Champion        | Finaliste       | Score        | Troisième           | Quatrième           | Date               |
| ---------- | ----------------- | --------------- | --------------- | ------------ | ------------------- | ------------------- | ------------------ |
| 2006-2007  | Klaipėda          | Žalgiris Kaunas | Lietuvos rytas  | 84-65        | Nevėžis             | Šiauliai            | 6-7 février 2007   |
| 2007-2008  | Šiauliai          | Žalgiris Kaunas | Lietuvos rytas  | 83-72        | Šiauliai            | Klaipėdos Neptūnas  | 5-6 février 2008   |
| 2008-2009  | Panevėžys         | Lietuvos rytas  | Žalgiris Kaunas | 84-82        | Šiauliai            | LSU-Baltai          | 3-24 janvier 2009  |
| 2009-2010  | Vilnius           | Lietuvos rytas  | Žalgiris Kaunas | 77-65        | Šiauliai            | Nevėžis             | 19-20 février 2010 |
| 2010-2011  | Alytus            | Žalgiris Kaunas | Lietuvos rytas  | 81-69        | Rudūpis             | Klaipėdos Neptūnas  | 12-13 février 2011 |
| 2011-2012* | Kaunas            | Žalgiris Kaunas | Pieno žvaigždės | 99-62        | Kėdainiai Triobet   | Rudūpis             | 17-18 février 2012 |
| 2012-2013* | Pasvalys, Prienai | Prienai         | Pieno žvaigždės | 77-75, 81-60 | Nevėžis et Šiauliai | Nevėžis et Šiauliai | 15-28 mars 2013    |
| 2013-2014  | Panevėžys         | Prienai         | Lietuvos rytas  | 92-91        | Žalgiris Kaunas     | Klaipėdos Neptūnas  | 29-30 mars 2014    |
| 2014-2015  | Kaunas            | Žalgiris Kaunas | Lietuvos rytas  | 82-76        | KK Šiauliai         | Utenos Juventus     | 20-22 février 2015 |

(*) Lietuvos rytas se retire de l'édition 2011-2012.

(*) Lietuvos rytas et Žalgiris Kaunas se retirent de l'édition 2012-2013.

### Coupe du roi Mindaugas
| Saison | Hôte      | Champion        | MVP                  | Finaliste             | Score | Troisième             | Quatrième          | Date               |
| ------ | --------- | --------------- | -------------------- | --------------------- | ----- | --------------------- | ------------------ | ------------------ |
| 2016   | Vilnius   | Lietuvos rytas  | Antanas Kavaliauskas | Žalgiris Kaunas       | 67-57 | Klaipėdos Neptūnas    | Prienai            | 19-21 février 2016 |
| 2017   | Kaunas    | Žalgiris Kaunas | Edgaras Ulanovas     | Panevėžio Lietkabelis | 84-63 | Utenos Juventus       | BC Prienai         | 14-19 février 2017 |
| 2018   | Klaipėda  | Žalgiris Kaunas | Edgaras Ulanovas     | Lietuvos rytas        | 81-62 | Panevėžio Lietkabelis | KK Dzūkija         | 13-18 février 2018 |
| 2019   | Vilnius   | Lietuvos rytas  | Artsiom Parakhouski  | Žalgiris Kaunas       | 70-67 | Panevėžio Lietkabelis | Klaipėdos Neptūnas | 17 février 2019    |
| 2020   | Klaipėda  | Žalgiris Kaunas | Edgaras Ulanovas     | Lietuvos rytas        | 80-60 | Panevėžio Lietkabelis | Klaipėdos Neptūnas | 16 février 2020    |
| 2021   | Panevėžys | Žalgiris Kaunas | Joffrey Lauvergne    | Panevėžio Lietkabelis | 76-69 | Utenos Juventus       | Klaipėdos Neptūnas | 13-14 février 2021 |
| 2022   | Vilnius   | Žalgiris Kaunas | Joffrey Lauvergne    | Panevėžio Lietkabelis | 91-66 | Lietuvos rytas        | KK Šiauliai        | 19-20 février 2022 |
| 2023   | Šiauliai  | Žalgiris Kaunas | Edgaras Ulanovas     | BC Jonava             | 81-77 | Panevėžio Lietkabelis | Rytas Vilnius      | 18-19 février 2023 |
| 2024   | Kaunas    | Žalgiris Kaunas | Laurynas Birutis     | Panevėžio Lietkabelis | 86-70 | Rytas Vilnius         | KK Šiauliai        | 17-18 février 2024 |
| 2025   | Vilnius   | Žalgiris Kaunas | Ignas Brazdeikis     | Klaipėdos Neptūnas    | 91-89 | Panevėžio Lietkabelis | BC Wolves          | 15-16 février 2025 |

## Bilan par club
| Club                  | Victoires | Finales | 3e place | Années de victoires                                                                                    |
| --------------------- | --------- | ------- | -------- | --- |
| Žalgiris Kaunas       | 14        | 4       | 0        | 1990, 2006-2007, 2007-2008, 2010-2011, 2011-2012, 2015, 2017, 2018, 2020, 2021, 2022, 2023, 2024, 2025 |
| Lietuvos rytas        | 5         | 7       | 2        | 1998, 2008-2009, 2009-2010, 2016, 2019                                                                 |
| Prienai               | 2         | 0       | 1        | 2012-2013, 2013-2014                                                                                   |
| Panevėžio Lietkabelis | 0         | 4       | 2        | |
| Pieno žvaigždės       | 0         | 2       | 0        | |
| Klaipėdos Neptūnas    | 0         | 1       | 1        | |
| BC Jonava             | 0         | 1       | 0        | |
| Šiauliai              | 0         | 0       | 4        | |
| Nevėžis               | 0         | 0       | 2        | |
| Utenos Juventus       | 0         | 0       | 1        | |